# Ricardo Santana
Ricardo Santana (Cartagena, Bolívar, 9 de enero de 1992) es un jugador colombiano de fútbol. Su posición es de arquero, y su actual equipo es el Real Cartagena de la Categoría Primera B colombiana.

## Trayectoria

### Real Cartagena
Es un arquero procedente de la división canteras empezando por Real Cartagena donde debutó en el año 2008 con 16 años donde a su corta edad siempre fue tenido en cuenta por los técnicos entre el 2008 y el 2011 jugó 4 partidos, siendo el tercer arquero del club heroico. Para 2012 ya empezó a tener más oportunidades y jugó 11 partidos, para el 2013 jugó 10 partidos, para el 2014 jugó 9 partidos y tuvo una lesión hasta mediados de 2015 donde llegó en buena forma y fue el año que más regularidad ha tenido disputando 19 partidos.
En sus 8 años en el equipo profesional ha sido suplente de arqueros con gran recorrido y experiencia como Adrian Berbia, Luis Enrique Delgado, Ramiro Sánchez y Bairon Garcia.

## Clubes
| Club           | País     | Año         |
| -------------- | -------- | ----------- |
| Real Cartagena | Colombia | 2008 - 2016 |

## Estadísticas
| Club           | Div.       | Temporada | Liga  | Liga  | Copa Nacional | Copa Nacional | Copa Internacional | Copa Internacional | Total | Total |
| Club           | Div.       | Temporada | Part. | Goles | Part.         | Goles         | Part.              | Goles              | Part. | Goles |
| -------------- | ---------- | --------- | ----- | ----- | ------------- | ------------- | ------------------ | ------------------ | ----- | ----- |
| Real Cartagena |            |           |       |       |               |               |                    |                    |       |       |
| 2.ª            | 2008       | 1         | 0     | 2     | 0             | -             | -                  | 3                  | 0     |       |
| 2.ª            | 2009       | 1         | 0     | 2     | 0             | -             | -                  | 3                  | 0     |       |
| 2.ª            | 2010       | 2         | 0     | 2     | 0             | -             | -                  | 4                  | 0     |       |
| 2.ª            | 2011       | 0         | 0     | 3     | 0             | -             | -                  | 3                  | 0     |       |
| 2.ª            | 2012       | 9         | 0     | 2     | 0             | -             | -                  | 11                 | 0     |       |
| 2.ª            | 2013       | 8         | 0     | 2     | 0             | -             | -                  | 10                 | 0     |       |
| 2.ª            | 2014       | 7         | 0     | 4     | 0             | -             | -                  | 11                 | 0     |       |
| 2.ª            | 2015       | 15        | 0     | 0     | 0             | -             | -                  | 15                 | 0     |       |
| 2.ª            | 2016       | 7         | 0     | 3     | 0             | -             | -                  | 10                 | 0     |       |
| Total club     | Total club | 50        | 0     | 23    | 0             | 0             | 0                  | 70                 | 0     |       |